# Cànnabis (droga)

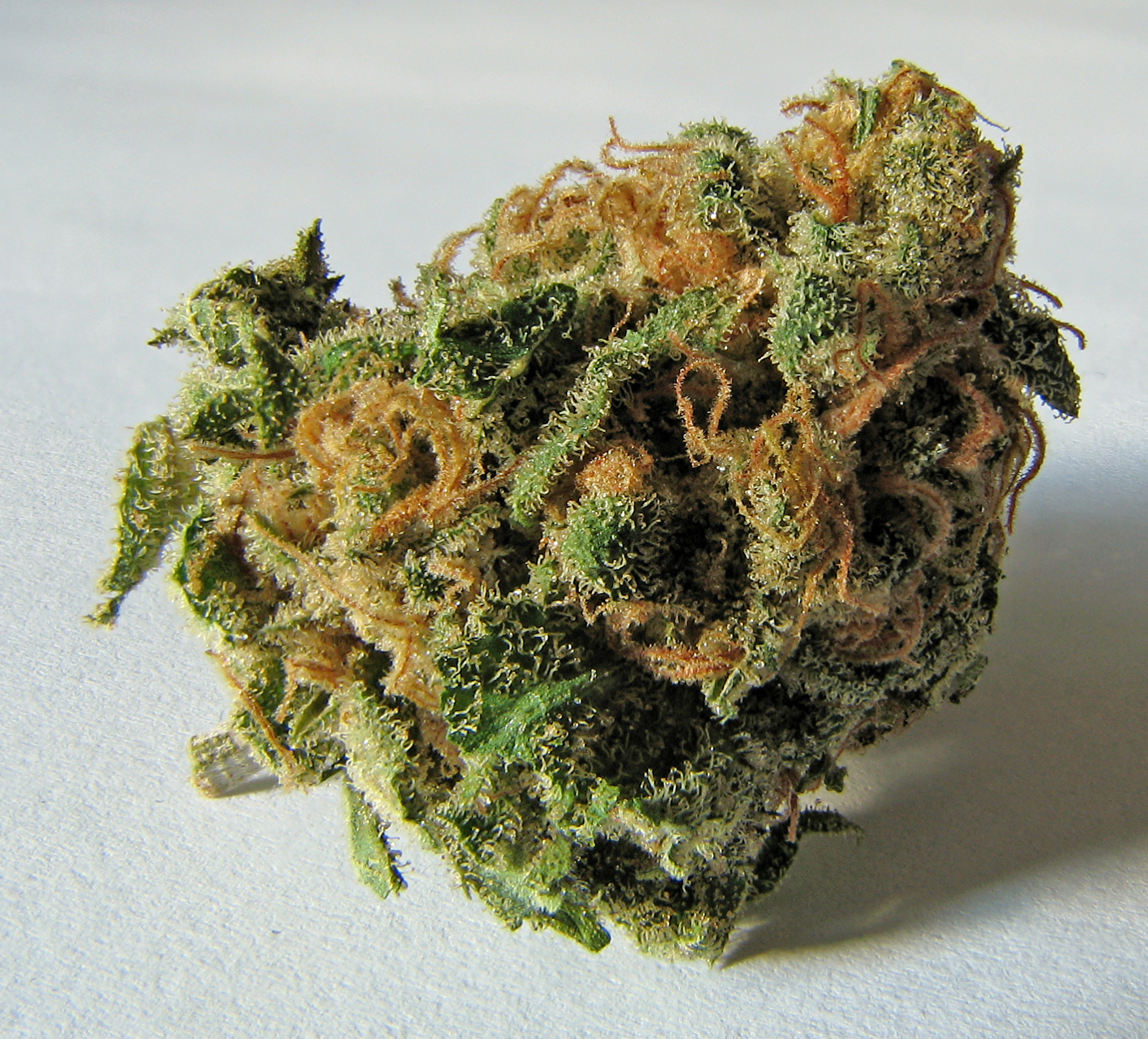
Cabdell sec de la planta Cannabis sativa. Els tricomes contenen grans quantitats de cannabinoides, terpens i flavonoides.

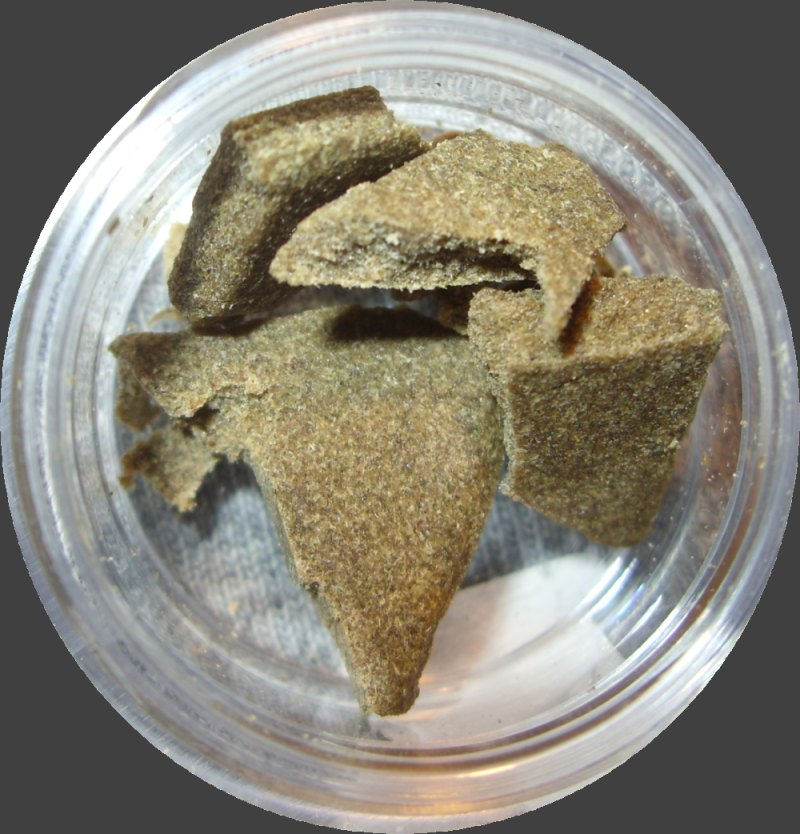
1,5 grams d'haixix premsat

El cànnabis, també conegut com a marihuana entre altres noms, és una droga psicoactiva extreta de la planta Cannabis; que és originària d'Àsia Central o del Sud, i s'ha utilitzat com a droga amb finalitats recreatives i d'enteogènic i en diverses medicines tradicionals durant segles. El tetrahidrocannabinol (THC) és el principal component psicoactiu del cànnabis, que és un dels 483 compostos coneguts de la planta, inclosos almenys 65 altres cannabinoides, com el cannabidiol (CBD) . El cànnabis es pot absorbir fumant, vaporitzant, dins dels aliments o com a extracte.
El cànnabis té diversos efectes físics i mentals, que inclouen eufòria, estats mentals alterats i de la percepció del temps, dificultat per concentrar-se, memòria a curt termini alterada, alteració del moviment corporal (equilibri i control psicomotor fi), relaxació i augment de la gana. Els efectes es noten en qüestió de minuts quan es fuma, però poden trigar fins a 90 minuts quan es mengen (ja que les drogues consumides per via oral s'han de digerir i absorbir). Els efectes duren entre dues i sis hores, depenent de la quantitat utilitzada. A dosis altes, els efectes mentals poden incloure ansietat, deliris (incloent idees de referència), al·lucinacions, pànic, paranoia i psicosi. Hi ha una forta relació entre el consum de cànnabis i el risc de psicosi, tot i que es discuteix la direcció de la causalitat. Els efectes físics inclouen augment de la freqüència cardíaca, dificultat per respirar, nàusees i problemes de comportament en nens les mares dels quals van consumir cànnabis durant l'embaràs; Els efectes secundaris a curt termini també poden incloure boca seca i ulls vermells. Els efectes adversos a llarg termini poden incloure addicció, disminució de la capacitat mental en aquells que van començar a fer-ne un consum habitual com a adolescents, tos crònica, susceptibilitat a infeccions respiratòries i la síndrome d'hiperemesi cannabinoide.
El cànnabis s'utilitza principalment de manera recreativa o com a droga medicinal, encara que també es pot utilitzar amb finalitats espirituals. El 2013, entre 128 i 232 milions de persones van consumir cànnabis (del 2,7% al 4,9% de la població mundial entre els 15 i els 65 anys). És la droga en gran part il·legal més utilitzada al món, amb el major consum entre els adults a Zàmbia, Estats Units, Canadà, i Nigèria. Des de la dècada de 1970, la potència del cànnabis il·lícit ha augmentat, amb l'augment dels nivells de THC i la disminució dels nivells de CBD.
Les plantes de cànnabis s'han cultivat almenys des del 3r mil·lenni aC i hi ha proves que es fuma pels seus efectes psicoactius al voltant del 500 aC a les muntanyes Pamir, Àsia central. Des del segle XIV, el cànnabis està subjecte a restriccions legals. La possessió, l'ús i el cultiu de cànnabis ha estat il·legal a la majoria de països des del segle xx. El 2013, Uruguai es va convertir en el primer país a legalitzar l'ús recreatiu de cànnabis. Altres països per fer-ho són Canadà, Geòrgia, Alemanya, Luxemburg, Malta, Mèxic, Sud-àfrica i Tailàndia. Als Estats Units, l'ús recreatiu del cànnabis està legalitzat a 24 estats, 3 territoris i el Districte de Columbia, encara que la droga es manté federalment il·legal. A Austràlia, només està legalitzat al Territori de la capital australiana.

## Consum de risc
El consum de risc es produeix amb el consum de cinc o més porros a la setmana.

## Composició química

Δ⁹-tetrahidrocannabinol (THC)

La principal substància psicoactiva trobada en C. sativa és el tetrahidrocannabinol, també conegut com a THC, Δ9-THC, Δ9-tetrahidrocannabinol o dronabinol. En estat pur, té l'aspecte de cristalls a baixes temperatures, i es torna viscós i enganxifós quan s'escalfa. El THC és poc soluble en aigua, però es dissol fàcilment en la majoria de dissolvents orgànics com l'etanol o d'altres lipofílics. Es troba majoritàriament en els peus de les plantes femenines, en especial en la resina secretada pels tricomes presents en les bràctees i bractèoles que envolten l'ovari.
El seu efecte farmacològic és el resultat de la seva vinculació amb els receptors específics de cannabinol, situats al cervell i a tot el cos. Probablement és la seva afinitat amb les substàncies lipofíliques el que fa que el THC s'adhereixi a la membrana de les cèl·lules, principalment neuronals.
A part del THC hi poden trobar flavonoides, també anomenats flavocannabinoides, glicòsids de vitexina, etc. A més, conté:+ colina, carbonat de calci, alcaloides (cannabisativa i trigonelina), olis essencials compostos principalment per olivetol i canabena (sesquiterpè). La composició dels olis obtinguts en premsat de llavors, demostra un molt baix tenor en àcids grassos saturats (8%), amb alt contingut d'àcid linoleic (51-62%), àcid linolènic (19-25%) i àcid γ-linolènic (0-3%).

## Farmacocinètica
L'aparició dels efectes i la seva duració varien segons la via d'administració. Fumada, poden aparèixer als pocs minuts i durar entre 1 i 2 hores; en canvi, ingerida, apareixen en 2 hores i pot tenir efecte fins a hores després d'ingerir-lo.

## Efectes físics
Sequedat de boca, augment de la gana, relaxació muscular, dilatació del bronquis, injecció conjuntival (ulls vermells), somnolència i analgèsia moderada, mareigs, baixada de pressió arterial, falta de coordinació, taquicàrdia, ...
A diferència de les altres drogues, no es coneix cap mort per sobredosi.
En un estudi, el fumar cannabis s'ha associat a un increment dels risc de patir càncer broncopulmonar, però en un altre estudi això no s'ha confirmat. Si bé en aquests estudis s'ha eliminat el biaix del consum tabàquic, la disparitat dels resultats pot estar lligada a la limitació en la quantificació de la dosi inhalada (per tant, dels carcinògens inhalats), i com qualsevol càncer aquest risc estaria lligat a una susceptibilitat individual.
Una metanàlisi no ha detectat de forma clara un increment del risc de malaltia pulmonar obstructiva crònica en el consum a llarg termini de fumar cannabis, però sí en l'aparició d'alguns dels seus símptomes i signes (tos, expectoració i sibilàncies).

## Efectes neuropsicològics
Desinhibició, relaxació, hilaritat, major memòria visual, modificació i intensificació de les sensacions, ansietat, atacs de pànic, disminució de l'atenció, la concentració i la memòria. Entre aquests, serien els efectes gratificants els que crearien la drogodependència, per altra banda no molt intensa, i que per vèncer-la podrien ser útils els tractaments psicoteràpics. Darrerament s'ha establert el mecanisme d'alteració de la memòria.
Pot precipitar l'aparició de símptomes psicòtics a persones susceptibles de patir-los.

## Legalitat

Estat legal de la tinença de cànnabis per a ús no mèdic
----
Legal
Il·legal però despenalitzat
Il·legal però sovint no aplicat
Il·legal

Des de principis del segle xx, la majoria de països han promulgat lleis contra el cultiu, la possessió o la transferència de cànnabis. Aquestes lleis han tingut un efecte advers sobre el cultiu de cànnabis per a finalitats no recreatives, però hi ha moltes regions on el cànnabis és legal o està autoritzat. Moltes jurisdiccions han reduït les penes per tinença de petites quantitats de cànnabis de manera que es castiga amb la confiscació i, de vegades, amb una multa, en lloc de la presó, centrant-se més en aquells que trafiquen amb la droga al mercat negre.
En algunes zones on històricament s'havia tolerat el consum de cànnabis, el 2007 s'han instituit noves restriccions, com ara el tancament de cafeteries de cànnabis a prop de les fronteres dels Països Baixos i el 2008 el tancament d'aquestes cafeteries a prop de les escoles secundàries als Països Baixos.